# Pablo Merino
Pablo Merino Ortega (Guayaquil, 1 de junio de 1793-Guayaquil, 27 de febrero de 1854) fue un político y prócer de la Independencia de Guayaquil acaecida el 9 de octubre de 1820. Hermano suyo fue Rafael Merino Ortega, héroe de Ayacucho.

## Biografía
Fueron sus padres el quiteño José López Merino quien llegó a ser regidor perpetuo del cabildo, procurador general, alcalde ordinario y alguacil mayor de la ciudad de Guayaquil que falleció en la misma ciudad el 7 de julio de 1823, y de la riobambeña Teresa Ortega de Dávalos Morán.
Sus primeros estudios los realizó en su ciudad natal, para luego dirigirse Quito para ingresar en el Colegio Seminario de San Luis. Al no poder continuar sus estudias en la capital de la Real Audiencia, viaja a Lima para iniciar su carrera de jurisprudencia. De regreso a Guayaquil participó en los eventos de la revolución del 9 de octubre de 1820 y al año siguiente fue nombrado secretario de la Junta de Gobierno. Perpetrada la anexión forzosa realizada por Simón Bolívar de la Provincia Libre de Guayaquil a la Gran Colombia, decidió exiliarse junto con los miembros del gobierno provisorio. 
Ocupó varios cargos importantes llegando a ser elegido senador por Guayaquil en 1826. Establecida la República independiente fue diputado en la Convención Nacional que colocó al lojano José Félix Valdivieso como Jefe Supremo de Quito en 1834, siendo derrotados por Juan José Flores en la Batalla de Miñarica en 1835, tuvo que cruzar la frontera hacia Colombia hasta que en 1837 regresó a su país. Intervino en los eventos de la Revolución del 6 de marzo de 1845 en Guayaquil siendo elegido secretario del gobierno provisorio.
Poco tiempo después asistió como diputado a la Convención Nacional en la ciudad de Cuenca, donde fue elegido vicepresidente de la República. Representó al Ecuador en el Primer Congreso Americano que se celebró en Lima. Y falleció en su ciudad natal el 27 de febrero de 1854.